# 雲井三郎
雲井 三郎（くもい さぶろう、1909年1月11日 - 没年不詳）は、日本の俳優である。本名は勝崎 榮藏（かつざき えいぞう）。

## 来歴・人物
1909年（明治42年）1月11日、東京府東京市（現在の東京都）に生まれる。
1927年（昭和2年）、高松プロダクションに入社。以降、高木新平プロダクション、市川右太衛門プロダクションと撮影所を転々とする。1929年（昭和4年）に公開された星哲六監督映画『紅蓮浄土』に初めて大役が付き、また同年、森本登良夫プロダクション製作の古海卓二監督映画『弥次喜多労働時代』では大島敬輔（生没年不詳）と組んで喜多役を演じた。
1928年（昭和3年）、河合映画製作社に移籍。同年に公開された長尾史録監督映画『坂本龍馬』で京都見廻組組頭佐々木只三郎を演じ、悪役俳優として認められる。また、1933年（昭和8年）に大都映画へ移籍した後は、石山稔監督映画『西遊記 孫悟空』で沙悟浄役を演じた。この間、芸名をクモイ・サブロー又はクモイ・サブロウと改名し、主に脇役として活躍していたが、戦後に雲井三郎と再改名。その後フリーとなり、松竹、日活などで非常に多数の作品に出演した。また1960年代半ば頃には、成人映画を手掛けた葵映画の作品に出演しており、小柴京二（こしば きょうじ）という芸名で活動していた。
1965年（昭和40年）10月9日、朝日新聞尋ね人欄によって大都映画解散以来23年ぶりに「大都を偲ぶ人々の集い」が行われ、撮影所・本社関係者100人以上が集まった。そこには雲井の他に佐久間妙子、北見礼子の姿もあった。
1973年（昭和48年）10月11日にNETテレビ（現在のテレビ朝日）で放映された連続テレビ時代劇『いただき勘兵衛 旅を行く』第2話「末期の酒は旨いとさ」に畠中兵ヱ役として出演して以降の作品が見当たらないが、この頃に芸能界を引退したと思われる。その19年後、1992年（平成4年）に発行された『写真集 もう一つの映画史 懐しの大都映画』（ノーベル書房）におけるインタビューを最後に消息を確認できず、すでに故人と推定されるが、没年月日・死因等は明らかになっていない。没年不詳。